# Yeşiltepe, Selim
Yeşiltepe là một xã thuộc huyện Selim, tỉnh Kars, Thổ Nhĩ Kỳ. Dân số thời điểm năm 2010 là 173 người.